# Hemodialyse

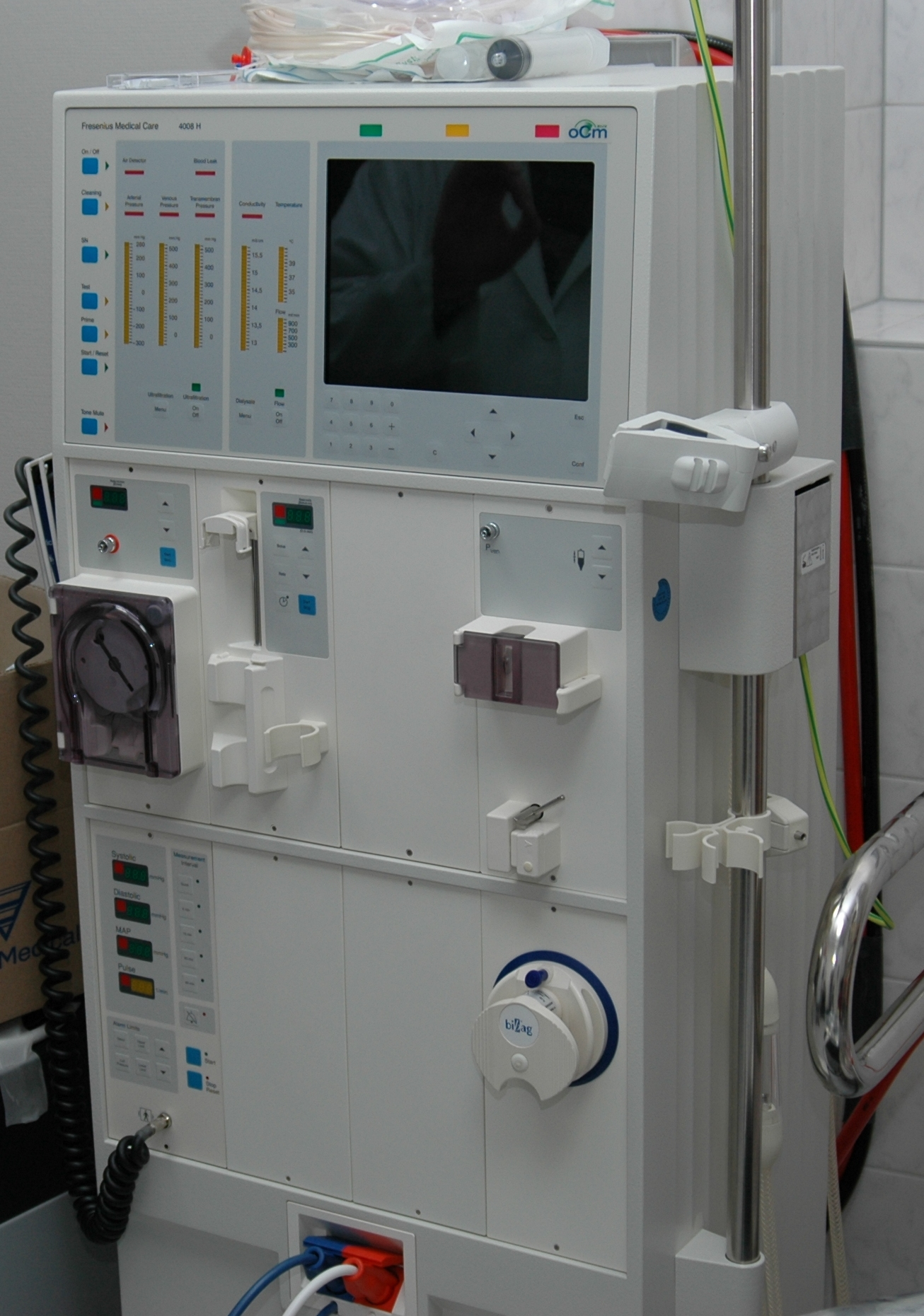
Hemodialysemamchine

Hemodialyse is een nierfunctievervangende therapie gebaseerd op de principes van diffusie en osmose, vaak gecombineerd met ultrafiltratie. Vaak wordt voor hemodialyse de term dialyse gebruikt.

## Principe
Tijdens de behandeling wordt een overmaat aan afvalstoffen en vocht uit de patiënt verwijderd. Het basisidee betreft de uitwisseling van vocht, zouten, zuren en afvalstoffen tussen bloed en spoelvloeistof (het dialysaat of 'badwater') langs een semipermeabel membraan. Door diffusie zullen bepaalde stoffen zich door het membraan verplaatsen van hoge naar lage concentratie.
Naast het principe van diffusie wordt tijdens hemodialyse vaak ultrafiltratie toegepast. Hierbij wordt vocht aan het bloed onttrokken. Bij een normale hemodialyse vindt het proces van diffusie en ultrafiltratie gelijktijdig plaats. Indien dit niet het geval is spreekt men van ultradiffusie.

## Doelgroep
Hemodialyse wordt toegepast bij chronische nierpatiënten bij gedeeltelijke of gehele uitval van de nierfunctie.

## Organisatie van uitvoering
Bij hemodialyse wordt de patiënt begeleid door een multidisciplinair team van nefroloog, maatschappelijk werker, diëtist, chirurg, radioloog, technici en dialyseverpleegkundige.
Hemodialyse vindt plaats op voorschrift van een nefroloog. De behandeling zelf wordt uitgevoerd door een dialyseverpleegkundige in het dialysecentrum. Bij thuisdialyse of in een zelfstandig dialysecentrum vindt de behandeling plaats onder begeleiding van een verpleegkundige dialyseassistent.

## Werkwijze
Hemodialyse vindt plaats door middel van een dialysemachine met daarin de kunstnier. De therapie vindt intermitterend plaats, dat wil zeggen dat 2 tot 3 maal per week een behandeling van 3 tot 4 uur plaatsvindt (totaal 8 tot 15 uur per week). De frequentie en duur is echter sterk afhankelijk van de mate van uitval van de nierfunctie.
Hemodialyse is daarom voor iedere patiënt een grote belasting. Soms is thuisdialyse mogelijk waardoor de patiënt voor de behandeling niet steeds naar het ziekenhuis hoeft.
Dialysepatiënten dialyseren doorgaans op vaste dagen in vaste groepen. Tijdens de behandeling neemt de patiënt plaats in een makkelijke stoel. Afhankelijk van het dialysecentrum zal er aandacht zijn voor afleiding in de vorm van radio of tv, sociale contacten en ontspannende activiteiten. Dergelijke afleiding is ook mogelijk bij thuisdialyse, de patiënt kan dan bijvoorbeeld gedialyseerd worden terwijl hij voor de tv zit of tijdens het spelen van een spelletje met anderen. Sommige patiënten brengen de tijd liever slapend door.

### Vóór de behandeling
Bij de behandeling wordt uitgegaan van een streefgewicht. Dit gewicht is een indicatie voor de hoeveelheid vocht dat tijdens de hemodialyse door ultrafiltratie moet worden onttrokken. Voor de behandeling wordt het gewicht van de patiënt daarom opgenomen:
Streefgewicht (gewicht na hemodialyse) = Gewicht voor hemodialyse - vocht onttrokken tijdens hemodialyse
Naast het streefgewicht wordt de bloeddruk, de polsslag en de toestand/conditie van de patiënt gecontroleerd.
Voor een kunstnierbehandeling is het nog steeds nodig dat de bloedvaten van een patiënt door middel van een naald aangeprikt worden om bloed uit het lichaam te kunnen brengen en na zuivering er weer in. Om toegang te krijgen tot de bloedbaan wordt gebruikgemaakt van een shunt. Bij patiënten zonder shunt wordt gebruikgemaakt van een katheter ingebracht in een grote ader (de vena femoralis, de vena subclavia of de vena jugularis).

### Tijdens de behandeling
Tijdens de behandeling vinden er door de dialyseverpleegkundigen diverse observaties en controles plaats. Belangrijkste problemen zijn de bloeddrukdalingen tijdens de behandeling (vaak door de hoge ultrafiltratie) en de dialysekater (misselijkheid, braken en krampen).
Tijdens de behandeling kunnen medicijnen worden gegeven (medicijnen ingenomen vóór de dialyse worden ten slotte tijdens de dialyse 'uitgespoeld') of bloed ten behoeve van onderzoek worden afgenomen.

### Na de behandeling
Na de behandeling wordt het resterende bloed in de dialysemachine teruggegeven aan de patiënt, de lijnen verwijderd en de shunt zorgvuldig afgesloten. Vervolgens wordt de bloeddruk en de pols gemeten en gecontroleerd of het gewicht van de patiënt overeenkomt met het streefgewicht.

## Effect op dagelijks leven
Hemodialyse heeft een grote invloed op het dagelijks leven van mensen.
- Door de therapie wordt een belangrijk deel van de persoonlijke vrijheid ingeleverd. De relatie met een partner, familie en vrienden staat onder druk door de steeds terugkerende gang naar het dialysecentrum.
- Chronische nierpatiënten moeten zich houden aan een streng dieet, vaak met een vochtbeperking.
- Vaak moet gezocht worden naar aangepast werk
- Na een behandeling voelen patiënten zich vaak vermoeid, waardoor er weinig energie overblijft voor andere activiteiten.